# 小行星43751
小行星43751（43751 Asam）是一颗绕太阳运转的小行星，为主小行星带小行星。该小行星于1982年10月19日发现。
該小行星以德國的阿薩姆家族（Asam）命名。

## 轨道参数
小行星43751的轨道半长轴为2.5413980 UA，离心率为0.235。